# Slag bij Hatfield Chase
De Slag bij Hatfield Chase is een veldslag gehouden in oktober 633 (of mogelijk 632 of 634) nabij Doncaster in Engeland.
Koning Edwin van Northumbria had zijn heerschappij over het grootste deel van Engeland en Wales uitgebreid. Een van de door hem veroverde rijken was Gwynedd in Wales. Koning Cadwallon van Gwynedd trok echter weer op tegen Northumbria, in samenwerking met koning Penda van Mercia.
De veldslag eindigde in een vernietigende nederlaag voor Edwin. Edwin sneuvelde, evenals zijn zoon Osfrith, terwijl een andere zoon, Eadfrith zich overgaf. Andere leden van de koninklijke familie moesten vluchten, en Northumbria viel weer uit elkaar in Bernicia en Deira. Binnen een jaar werden ook de nieuwe koningen door Cadwallon verslagen, die rovend door Northumbria trok, maar nog in 634 werd Cadwallon op zijn beurt verslagen door Oswald van Bernicia in de slag bij Heavenfield en sneuvelde.